# 江之島電氣鐵道1形電車
江之島電氣鐵道1形電車（えのしまでんきてつどう1がたでんしゃ）は、江之島電氣鐵道（現・江ノ島電鉄）が1902年から導入した電車である。
なお、江ノ島電鉄線の車両では、東京電燈が発注し、1929年から江ノ島電気鉄道が運行した100形から新たに形式が設けられており、それ以前は形式を付与していなかったため、1形の呼称はそれ以前に導入された、本項で記述する1-24号車に対して便宜的に付与したものである。 また、本項では本形式のうち1両を改造した1形電動貨車についても記述する。

## 概要

### 導入経緯
現在は江ノ島電鉄が営業をしている江ノ島電鉄線は、日本で6番目の電気鉄道（京都電気鉄道、名古屋電気鉄道、大師電気鉄道、小田原電気鉄道、豊州電気鉄道に次ぐもの）として江之島電氣鐵道により敷設・営業された路線である。この会社は福井直吉を発起人総代としてほか4名で発起し、1900年11月25日に設立総会が開催されて12月に設立されており、以下の通り藤沢 - 鎌倉（当時は小町）間10.27km（当時）が順次開業している。
- 1902年9月1日：藤沢 - 片瀬（現・江ノ島）間、3.42km、停留所10か所
- 1903年
  - 6月20日：片瀬 - 行合（橋）（現・七里ヶ浜）間、2.37km
  - 7月17日：行合（橋） - 追揚（現在廃止）間
- 1904年4月1日：追揚 - 極楽寺間、全7.81km、停留所30か所
- 1907年8月16日：極楽寺 - 大町（現在廃止）間
- 1910年11月4日：大町 - 小町（現在廃止・鶴岡八幡宮二ノ鳥居前）間

この路線は軌間1067mmで、1902年5月30日に竣工した自社の片瀬火力発電所より電気を供給して直流550Vで電化されており、後には近隣への電力販売・配電事業も実施している。この発電所はジーメンス・ウント・ハルスケ製の出力直流75kWの発電機1基、バブコック・アンド・ウィルコックス製の60PSのボイラー、ボール・アンド・ウード製の110PSの蒸気機関、スミス・アンド・ヴェール製の給水ポンプを装備している。
一方、車両については1902年9月1日の部分開業以降、1923年までの間に全長約7mの2軸単車24両を導入している。これらの車両は車体は同時期の他の鉄道が導入した2軸電車と同様の形態のもので、車体両端に運転機器を設置したデッキを持った木造のものとなっている。
開業に合わせて導入された1-4号車のうち2両は1/3等合造電動車、残りの2両は3等電動車であり、車体は基本的な形態は同じ天野工場製の小田原電気鉄道の車両に準じた当時の標準形態のものであるが、電機品に発電所の発電機と同じジーメンス・ウント・ハルスケ製のものを搭載していることが特徴となっており、集電装置は日本初のビューゲルを装備している。その後1903年6月20日の行合までの延長開業に当たり、同年に2次車として付随車の5-8号車が、3次車として電動車の9-10号車が導入されており、動力車の電機品には引続きジーメンス・ウント・ハルスケ製の電機品を使用している。また、1910年11月4日の全線開業に合わせ、翌1911年には11-14号車が導入されている。
一方、江之島電氣鐵道も事業を展開していた電力事業においては、1900年代に入る頃より規模の大きな会社が周囲の会社を吸収して事業の拡大を図っており、神奈川県内においては1889年11月4日に横浜共同電灯として設立された横浜電気が県内の電力事業の独占を図っており、江之島電氣鐵道もその統合の対象となっていた。そして、1906年に5代目社長に就任していた雨宮敬次郎が1911年に逝去して指導者を失っていた江之島電氣鐵道は同年に横浜電気が吸収合併され、10月4日より同社の旧江之島電氣鐵道本社を江之島電気鉄道部として運営している。さらに、1921年5月1日には横浜電気が東京電燈に買収されて横浜支社片瀬出張所が江之島線として運営している。なお、東京電燈は同様の経緯により現在の群馬県前橋市、高崎市、渋川市などに前橋線・高崎線・伊香保線を取得しており、計4路線76.8kmを運営していた。この間にも江ノ島電鉄線は輸送力の増強が図られており、1912年には15I-18号車が、1920年には19-22号車が導入されているが、これらは台車、電機品を含め当時の一般的な形態・仕様のものとなっているほか、1923年には渋川地区で使用されていた電車を23-24号車として転用している。その後も関東大震災後の復興も進んで年々輸送人員が増加しており、年間の輸送人員は1921年には1613千人であったが1925年には2688千人にまで増加しており、多客時には続行運転が行われ、最大3両編成の電車も運行されたとされていたが、さらなる輸送力の増強が計画されて1925年認可で旧腰越駅および稲村ヶ崎駅に交換設備が新設され、繁忙期においては10分間隔での運行を可能にしたほか、初のボギー車を導入することとして4両が雨宮製作所に4両85,040円で発注され、1929年12月に入線しているが、認可が得られるまでの間、極楽寺車庫に留置されている。
しかし、昭和金融恐慌の影響により東京電燈は関連事業の整理をすることとなり、樺太（現・サハリン）など遠隔地の電力事業とともに付帯事業であるガスおよび鉄道事業も譲渡することとなり、前橋線・高崎線・伊香保線は1927年10月1日に東武鉄道に74万円で、江之島線は1928年7月1日に江ノ島電気鉄道（現・江ノ島電鉄）に150万円でそれぞれ事業譲渡されている。
東京電燈運営時に引続いて江ノ島電気鉄道でも輸送力増強計画が継続され、2軸単車の電動車15両および付随車8両、無蓋貨車2両とともに東京電燈に譲渡されたボギー車の100形101-104号車が1929年3月9日に使用認可され、4月より運行を開始しており、その後1939年にかけて117号車までの計17両が導入されて2軸単車を順次置換えている。1931年にはこれに伴い余剰となった車両のうち、電動車3両と付随車2両を夏季の多客期用の納涼電車に、電動車1両を保線作業などの事業用の電動貨車に改造しているほか、1934年には電動車2両を片運転台の2両固定編成に改造している。
納涼電車は、神戸有馬電気鉄道（現神戸電鉄）が1929年に導入して好評であったものを参考にしたもので、同時代においてはこの神戸有馬電気鉄道テン1形のほか、阪神電気鉄道甲子園線を中心に運行されている121形、美濃電気軌道（後の名古屋鉄道岐阜市内線）が木造2軸単車を改造したものなどでも同様の車両が運行されている。江ノ島電気鉄道では2軸単車5両を納涼電車して運行して好評を博して夏の風物詩として定着し、その後1936年にボギー式納涼電車の111、112号車が増備されている。
この納涼電車も含め、江ノ島電鉄線における2軸単車は電動貨車を除き、1940年代頃までに営業運行を終了している。
1-24号車の概要は以下のとおり。

### 江之島電氣鐵道が導入したグループ
- 1I-4号車：1902年の開業時に導入した第1次車。1/3等合造電車2両、3等電車2両[2]、車体は天野工場、電機品はジーメンス・ウント・ハルスケ製[3]。
- 5-8、9-10号車：1903年の行合開業に合わせて導入。第2次車の5-8号車は付随車、第3次車の9-10号車は電動車[4]。車体は天野工場、9-10号車の電機品ははジーメンス・ウント・ハルスケ製[4]。
- 11-14号車：1911年に導入した[5]車両。

### 横浜電気・東京電燈が導入したグループ
- 15I-18号車：1912年に導入した電動車[5]。
- 19-22号車：1920年に導入した電動車[5]。
- 23-24号車：1923年に東京電燈の渋川地区で使用されていた電車を転用[5][9]。もとは当時同じく東京電燈が運営していた伊香保軌道（後の東武鉄道伊香保軌道線） 前橋線の21(初代)、23(初代)号車。

### 納涼電車
- 1II-3II、11-12号車：2I-3I、8I、11-12号車の車体を新潟鐵工所製の納涼車体に交換し[16][5]、2I-3I、8I号車を1II-3II号車に改番したもの。

### 連結車
- 15II号車：15Iおよび16号車を1934年に片運転台・固定編成・貫通化改造したもの[5]。

### 電動貨車
- 1号車：1933年に自社工場で[18]23号車を電動貨車に改造したもの[5]。なお、江ノ島電鉄線の機材の機番は電車、電動貨車、貨車がそれぞれ1号車から始まっており、本項で記述する1形1号車、電動貨車の1号車のほか、1形無蓋貨車の1号車を保有しているため、本形式は江ノ島電鉄では電動貨車1号車と呼称されている[5]ほか、電貨1と呼称される場合もある。

## 車体・走行装置

### 1-10号車
開業に当たり最初に導入された1-10号車は、1次車の1-4号車は全て電動車でうち2両が1/3等合造車、残り2両は3等車、2次車の5-8号車は付随車、3次車の9-10号車は電動車であったが、2次車の導入の際に4号車を付随車に、8号車を電動車にそれぞれ改造しており、2・3次車計6両のうち4両が1/3等合造車、残り2両は3等車となっている。最初の車体は1902年3月31日に天野工場（現日本車輌製造）に発注されておりに発注され、その後10号車まですべて天野工場製となっている。、また、電動車の電機品はジーメンス・ウント・ハルスケ製であり、動力車の台車はマイネッケ製とされ、付随車の台車は天野工場製とされている。
1902年8月30日に1・2次車1-8号車の使用認可を受け、8月中旬より試運転を開始していた1-4号車は9月1日より運行を開始し、2次車の5-8号車は翌1903年5月13日に搬入されて、その後運行を開始している。また、3次車の9-10号車の車体は5月13日に天野工場より、電機品と台車はジーメンス・ウント・ハルスケから5月27日にそれぞれ搬入されて片瀬工場で組み立てられ、1904年2月4日使用許可で運行を開始している。
全長7.5m、全幅1.8m、定員45名で、車体は木造の箱型車体の前後にデッキを設置した当時の標準的な形態のもので、前面は乗降扉やベスチビュール（前面窓）がなく、前部腰板と屋根のみが設置されたオープンデッキの形態となっている。客室は側面に下降窓の窓を1-4号車は8箇所、5-10号車は9箇所（9-10号車は4箇所目と5箇所目の窓間の間柱が太いものとなっている）設置しており、乗降は妻面に設けられた出入口からデッキとデッキ下部に設置された2段のステップを経由して行うほか、車体側面下部には内側に凹んだ形状の裾絞りが設けられている。屋根は客室上部が二重屋根となったダブルルーフで、二重屋根部の側面には明取り窓が設けられ、妻面は切妻形状で明取り窓は設置されていない。また、車両前後下部には救助網が設置されるほか、連結運転用にピン・リンク式連結器が装備されており、連結運転時には救助網は取外されているほか、後年屋根前後端部に小型の行先表示器が設置されている。
運転機器はデッキにマスター・コントローラーと手ブレーキハンドルが設置されるほか、屋根上中央に大型のビューゲルが、デッキ前部には脱着式の前照灯がそれぞれ設置され、台車には22kWの主電動機1基が装荷されている。1-4、9-10号車の台車は台車枠は鋼材組立式で、枕バネは台車4隅に重ね板バネが設置されてバネ両端に接続されたのリンクを介して車体を計8箇所で装荷している。また、軸バネは軸箱の下部に設置された重ね板バネで軸箱支持方式は軸箱守式、主電動機吊りはコイルバネとなっている。付随車の台車も同様の構造であるが、動力車のものより小型のものとなっており、枕バネは重ね板バネとコイルバネを並列に設置しているほか、手ブレーキが装備されていたとされている。
その後1914年12月11日認可で車体前後両端に15cmバッファーが設置されている。さらに
1915年10月15日申請、 1918年6月14日認可で1-3、8号車の主電動機を22kW1基から2基に増設し、9-10号車の電機品を交換（9号車の主電動機はゼネラル・エレクトリック製）しているほか、ベスチビュール（前面窓）の設置、バッファーの設置、デッキ高さを下げてステップを2段から1段とする改造が実施されている。なお、申請から認可までの期間が長いのは、申請内容を検討した結果、車体重量増加により橋梁の補強が必要となり、行合橋、音無橋、神戸橋は補強、境川橋は1917年7月14日竣工で架替えた後に認可されたためである。ベスチビュールは3枚窓のもので中央の窓のみ高さが高く、左右の窓上に行先表示窓が設けられたものとなっている。また、同時期に車体側面の裾絞りが廃止されて側面が垂直となり、車体幅が狭くなっているほか、前面下部中央に丸型の前照灯が設置されている。

### 11-14号車
1911年に11-14号車の4両が導入された車両で、前面には初めてベスチビュール（前面窓）が設置されている。正面は3枚窓で中央および右側の窓上に行先表示窓が、下部中央には丸型の前照灯設けられており、客室部分は1-10号車と同様の裾絞り付で側面窓は9箇所のものであるが、全長が若干長くなっている。また、二重屋根の前後端部が丸みを帯びて車体妻面につながる形状に変更されているほか、前後妻面の幅が狭く、屋根が左右に絞り込まれた形状となっている。動台車は引続きマイネッケ製であるが、集電装置は当初よりトロリーポールであったとされており、屋根上中央部に1基が搭載されるほか、正面下部には救助網と連結器、バンパー状のバッファーが設置されている。なお、1920年代前後ころまでに4両とも付随車に改造されている。

### 15-22号車
1912年に15-18号車、1920年に19-22号車の各4両が導入された。正面は3枚窓のベスチビュール（前面窓）付のオープンデッキで中央の窓上に行先表示窓が、下部中央に丸型の前照灯が設けられており、客室部分は裾絞りがなく垂直の縦羽目板構造となり、側面窓は8箇所で全長も11-14号車より若干短くなっている。また、二重屋根の前後端部は切妻となり、ここにも明取り窓が設置されている。台車はアメリカのブリル社が製造して輸入され、日本のメーカーでも類似品が製造されて当時の2軸車では一般的であった2軸単台車である21E系のものを装備しており、集電装置は当初よりトロリーポールで屋根上中央部に1基が搭載されている。また、正面下部には救助網と連結器、バンパー状のバッファーが設置されている。なお、1930年代にデッキ出入口に外吊式の片引戸が設けられ、デッキと客室の間の仕切壁が撤去されている。

### 23-24号車
1923年に東京電燈が運営していた伊香保軌道前橋線の21(初代)、23(初代)号車であるが、前橋線は上毛馬車鉄道により1890-1894年に開業し、その後前橋馬車鉄道、 前橋電気軌道と社名が変わり、1912年利根発電に合併し、その後1921年に東京電燈に合併している。21(初代)、23(初代)号車は木造の2軸単車で台車はブリル21類似品のM&Gトラック21EMで主電動機は22kWのものを搭載してマスターコントローラーで直接制御している。また、集電装置はトロリーポールで屋根上中央部に1基が搭載されている。

### 1-3、11-12号車（納涼電車）
2I-3I、8号車を納涼電車の1II-3II号車に、11-12号車を納涼付随車に改造して8月21日認可で運行を開始したもの。車体は新潟鐵工所製で外板は水色に塗装されており、車体前面および側面は腰板は鋼板張りでその上部は柱（前面2本、側面5本）のみでガラス窓は設けられずに側面には横引き式のカーテンが設けられている。屋根は鋼製の骨組みにキャンバス張りで中央部にトロリーポールが設置され、前面は車体裾部にバンパーとその下部に救助網（連結時は取外し）が、下部中央に丸型の前照灯が設置されるほか、屋根下端部に行先表示器が設置されているほか、台車、集電装置、電装品などは改造前のものを使用している。
その後、1934年11月認可で12号車が電動車に改造され、11号車も同様に電動車に改造されており、これらには廃車となった9、10号車の電装品を使用したとされている。
また、12号車は1936年10月15日認可で室内を畳敷きから通常の座席に改造されてロングシートが配置されている。また、乗降口に柵状の扉が設置されているほか、車体下半部の幅が拡幅されて側面の側柱の腰板上部が内側に曲げられ、上部が絞られた車体断面となり、腰板上半部が網板となっている。
1II、2II号車は夏期以外は前面、側面に取外し式の窓を設置して運行していたが、その他の3II、11-12号車は使用されていなかったとされている。また、後年1II号車はキャンバス張り屋根のまま前面に3枚窓を装備し、その中央窓上部に箱型の行先表示器を設けており、他にも同様の改造が実施された車両もあるとされている。なお、1II-3II号車の廃車前の時点では、全長8,270mm、全幅2,130mm、全高3,229mm、自重は7.5tとなっている。

### 15号車（連結車）
輸送力の増強のため、1934年に15I号車、16号車を改造して連結車15II号車（2両とも同番号）としたものであるが、急曲線の通過において問題があったとされている。
車体は片側のデッキ部を客室として側壁、妻壁を設置し、側面には窓を1箇所設けて側面窓を8箇所から9か所とし、妻面には貫通路を設け、これを背面合わせに連結して貫通幌を設けたものとなっている。乗降口は編成両端部の2箇所で、外吊り式の乗降扉が設置されていたほか、屋根は大きくは改造されず、増設された客室部分は原型とおなじくシングルルーフとなっている。

### 電動貨車1号車
1933年7月18日認可で自社で23号車を改造して積載量2tの電動貨車としたものである。
車体は両端に運転室が設置され、中央部が荷台となっており、荷台の左右には木製のあおり戸が設けられている。木造鋼板貼りの運転室は幅を台枠より狭くして左右にスペースが確保され、正面窓は小さいほぼ正方形のものが1箇所のみ設けられており、運転室背面にも同様の窓が配置されている。このほか、運転室側面には乗務員室扉が、正面の下部中央に丸型の前照灯が設置されている。
集電装置は前後の運転室間に鋼材の梁を渡し、その中央にトロリーポールを装備しているほか、台車はブリル21E系のものを装備している。また、連結器は他の2軸単車と同様のピン・リンク式のものとなっている。
同様の形態の電動貨物車は横浜市電の無蓋電動貨車10号車や京都電燈（現・叡山電鉄/京福電気鉄道）のデワ101形（屋根付）/フモ501形（屋根付）、2軸ボギー式のものでは京福電気鉄道（現・叡山電鉄/京福電気鉄道）のデト1000形/モト1000形、阪堺電気軌道のデト11形、箱根登山鉄道のモニ1形（屋根付）、京浜急行電鉄のデト20形、デト30形などの事例があり、これらのなかには運転室横部のスペースを利用してレール等の車両よりも長尺の積荷を積載した車両もある。

## 遍歴

### 運行
1次車として搬入された電動車の1-4号車は1902年8月中旬より試運転開始しており、8月30日に使用許可を逓信大臣より受領して9月1日より営業運行を開始している。同日は午前6時に営業を開始しており、藤沢-片瀬3.42kmに昇降場10か所が設けられて交換は鵠沼（右側通行）で行われており、運賃は藤沢-片瀬3等10銭・1等15銭であった。なお、開業当日は各列車とも満員であり、鵠沼に到着した藤沢行の運転士が乗客に急かされるままに列車を発車させてしまったことが原因で17時20分に藤沢発の電車と片瀬発藤沢行の電車が藤ヶ谷付近で正面衝突する事故が発生している。開業の1902年は年末までに1日平均約24本の運行で33255人を輸送、旅客収入3,587.77円、貨物収入（電車にて輸送）、66.58円であった。
貨物輸送は開業から1933年頃まで行われており、開業当初は電車に貨物を積載して運送し、その後1904年に天野工場製の3t積の無蓋貨車1・2号車が導入されて電車が牽引する形で運行され、ピークの1923年には年間1934tの輸送量となっている。
1903年の行合までの路線延長に合わせた5-10号車の導入に伴い、電動車が付随車を牽引する2両編成の運行が開始されている。2両編成の列車は終端駅では機回し線により電動車を編成の先端に付替えており、また、連結時には車両両端に設置されていた救助網は取外されている。
開業時にはビューゲルを装備していた集電装置は架線と接する部分の磨耗が多かったため、横浜電気時代にトロリーポールに変更されており、『江ノ電の100年』では「資料が残されていないため断定はできないが、1912年の川口村会における横浜電気の電柱建設に対する審議記録、同年5月31日発行の横浜貿易新報の記事、さらにシーメンスについて記した書籍の記載事項から推測すると、1912年ごろ変更されたものと思われる。」とされている。
横浜電気による運営となった後も引続き輸送力の増強などの設備投資が継続されている。1912年の15-18号車の増備に伴い保有車両は電車（電動車および付随車）18両と貨車2両となってそれまでの片瀬車庫が手狭となったため、6月12日認可で極楽寺車庫が新設されて点検・修繕などの作業が移管されている。また、1913年9月11日認可で運行速度の向上が実施されており、併用軌道は12.8km/h以内、新設軌道（専用軌道）うち、踏切その他危険の恐れのないところは24.1km/h以内となっている。このほか、藤沢駅の改良、長谷駅への引込線の新設、小町駅付近の併用軌道への敷石の敷設などが実施されている。
1913年4月6日には片瀬-長谷間で16号車により、伏見宮博恭王ほか3皇族が乗車したお召列車が運行されている。なお、開業当初は7号車、その後14号車が貴賓車となっていたともされており、現在でも江ノ島駅待合室に貴賓室の扉2枚が保管・展示されている。
1923年9月1日に発生した関東大震災では、1号車が焼失したほか、片瀬発電所が被災して廃止となったほか、津波による土砂流出による軌道の埋没などにより、被害額は当時の年間運輸収入の約26%にあたる66,667円に及んだが、同年9月25日にはほぼ全線で運行を再開している。
なお、100形の運行開始にあたり、車両の大型化で支障する駅施設などの改良工事と、これに伴う既存車両のステップの改造が実施されている。
1931年4月15日-18日に七里ヶ浜海岸で開催された「開通三十周年祝賀会」に際して、2号車および3号車による花電車が運行されている。両車には極楽寺工場において車体に造花とモールによる装飾と赤色および青色の約700個による電球で電飾が実施されている。また、祝賀会の最後に”焚車祭”が行われている。これは同年に廃車となった4号車の車体を装飾して鎌倉・腰越・川口3町村の青年団員の協力により祝賀会場前の海上に設置し、平沼覚治朗常務が点火して旧時代との決別と将来の発展を祈念したものである。なお、この祝賀会では併せて1910年1月23日に発生した逗子開成中学校ボート転覆事故の慰霊碑も建立されている。
1931年には既存の2軸単車5両を改造した納涼電車が用意されて8月21日認可で運行を開始している。この列車では東京で募集した"ミス・エノシマ"が添乗したり、"サービスガール"と呼ばれる添乗員による車内販売が行われるなどの施策も実施されて人気を博し、営業成績もよかったため、1936年にはボギー車の111-112号車が増備されたが太平洋戦争の勃発により運行中止されている。また、納涼電車の運転や後述の廃車体を利用した七里ヶ浜キャンプ村の開設に合わせて、1931年より夏季輸送客を見込んで西方-浜須賀間に西浜（7月10日-8月31日営業）、大境-追揚間に七里ヶ浜納涼園前（7月25日-9月30日営業）の臨時停留場を開設しており、七里ヶ浜納涼園前はキャンプ村開設に伴い1932年に七里ヶ浜キャンプ村前に改称した後、翌1933年1月より常設の七里ヶ浜駅（現七里ヶ浜とは別位置）となっている。

### 廃車・譲渡

#### 廃車
- 1923年：1I号車が関東大震災により焼失[9]。
- 1938年：15II号車計2両廃車[5]。
- 1939年6月：6、7、3II（元8I）号車の計3両廃車[43]（これにより残存するのは電動車2両と電動貨車1両となる[43]）。
- 1940年：17号車廃車[44]。
- 1949年5月4日：1号電動貨車廃車[18]、解体（代替として1947年に2号電動貨車を導入している）。

#### 譲渡
納涼電車に改造された車両以外では、17-22号車が他社へ譲渡されており、納涼電車も普通車に改造されるなどして4両が譲渡されている。
- 1940年：東武鉄道が江ノ島電気鉄道より17号車～20号車の4両を譲渡されており 、33-36号車となり東武伊香保軌道線で使用された[45]。その後デハ33、34がデハ1・6となり1953年の高崎線廃車時まで、デハ35・36はサハ3・4となり1959年の前橋線廃止時までそれぞれ使用された[46]。
- 1941年11月：武蔵野鉄道（現西武鉄道）が江ノ島電気鉄道から元1II-3IIを譲受[32]、モハ15形（後にモハ11形）モハ15-17号車としている。東横車輛工事（現東急テクノシステム）により納涼車体から通常の車体に改造し、1941年12月に竣工[47]しているが、台車は引続きマイネッケ製のものを装備している[32]。この改造は乗降扉および二段式の窓を設置するもので、あわせて全長の短縮、全幅および全高の拡大と床面高さの変更がなされている[32][注釈 29]など、大掛かりなものとなっている。1948年と1950年に廃車された。
- 1942年4月：仙台市事業部電車課（後の仙台市交通局）が江ノ島電気鉄道から元11、21-22号車を譲受、3両分の車体・台車を組み合わせてモハ60型63、64号車としている。なお、モハ63号車は1948年6月に秋保電気軌道（後の秋保電気鉄道）に譲渡されてマハ12号車（後にモハ413号車）となっているが、この車両は江ノ島電気鉄道22号車の車体に11号車が装備していたマイネッケ製の台車を組合わせたものとされている。それ以外の仙台市電への譲渡車両は1949年、マハ12号は1955年に廃車されている。

#### その他
- 1931年に4号車の車体が前述のとおり「開通30周年記念祝賀会」の”焚車祭”に使用されている[48]。
- ボギー車の導入に伴い廃車となったうちの8両分の車体が三十周年記念祝賀会会場跡地の七里ヶ浜キャンプ村の宿泊施設に転用されている[49]。また、納涼電車に改造された2I-3I、8、11-12号車が旧来使用していた木造車体も同様に七里ヶ浜キャンプ村で宿泊施設に転用されている。転用に当たっては車体は赤・青・黄色の塗装とされ、キャンプ場内には電灯・水道設備・浴場も設置されており、1室8人で宿泊料2円の料金とされている[49]。この宿泊施設の宣伝活動は海外にまで展開されて1944年頃まで営業し、戦後は罹災者住宅として活用されたのち1950年代後半までに撤去されている[49]。